# Fandor
Fandor è un'azienda operante nella distribuzione di film via internet, nonché nei campi della critica cinematografica e del video sharing. Fondata da Dan Bronson, Jonathan Marlow e Albert Reinhardt nel 2010 è ufficialmente diventata operativa il 9 marzo 2011. L'annuncio della sua apertura si è tenuto ad Austin, in Texas, durante il festival cinematografico South by Southwest.
Fandor ha alla propria guida il premio Oscar Jared Leto nel ruolo di direttore creativo e Larry Aidem (ex direttore del Sundance Channel) nel ruolo di amministratore delegato.

## Storia
Fandor si pone come principale piattaforma online di streaming legale di film d'autore a livello internazionale, all'opposto di piattaforme come Netflix di stampo generalista. A ciò è abbinato un servizio di editoria composto da analisi, critiche cinematografiche, video essay, interviste e altre pubblicazioni sull'arte cinematografica. 
Nel settembre 2013 durante il Toronto International Film Festival è stato annunciato che Fandor sarebbe sbarcato anche in Canada.
Larry Aidem è l'attuale CEO; il primo è stato Ted Hope, ex direttore della San Francisco Film Society e capo della divisione dei film originali degli Amazon Studios, e la breve direzione ad interim di Chris Kelly.
Il quartier generale di Fandor si trova al numero 522 di Washington Street, San Francisco (California, Stati Uniti).